# Ludovic Fabregas
Ludovic Fabregas (ur. 1 lipca 1996 r. w Perpignan) – francuski piłkarz ręczny, reprezentant kraju, grający na pozycji obrotowego. Od 2025 roku jest zawodnikiem FC Barcelona.

## Sukcesy

### Reprezentacyjne
Igrzyska olimpijskie:
- Tokio 2020
- Rio de Janeiro 2016

Mistrzostwa świata:
- Francja 2017
- (Polska/Szwecja 2023)
- Niemcy/Dania 2019

Mistrzostwa świata U-19:
- Rosja 2015

Mistrzostwa Europy U-18:
- Polska 2014

### Klubowe
IHF Super Globe:
- 2018

Liga Mistrzów:
- 2018, 2021, 2022

Puchar EHF:
- 2014

Mistrzostwa Francji:
- 2015, 2018

Puchar Francji:
- 2016
- 2017

Puchar Hiszpanii:
- 2019

## Nagrody indywidualne
- Najlepszy obrotowy Mistrzostw Europy U-18 2014
- Najlepszy obrotowy Mistrzostw Świata U-19 2015

## Odznaczenia
- Chevalier Orderu Legii Honorowej – 2021[2]
- Chevalier Orderu Narodowego Zasługi – 2016[3]